# C (アニメ)
『C』（シー）は、竜の子プロダクション（現・タツノコプロ）制作による日本のオリジナルテレビアニメ作品。2011年4月から6月にかけてフジテレビ「ノイタミナ」枠などで放送された。副題には『THE MONEY OF SOUL AND POSSIBILITY CONTROL』が表記されている。

## あらすじ
近未来の日本。密かに混じるミダスマネーによって日本経済は回復しつつあったが、その恩恵は国民に反映されず、不可思議な事件や自殺は次々と起こり、不安な時代が続いていた。
大学生・余賀公麿は、突然現れた金融街の使者・真坂木に「未来を担保に、ご融資させていただきます」と言われ、多額の金を銀行口座に振り込まれる。公麿はその金に何気なく手をつけるが、そこで公麿を待っていたのは金融街にて自身と周りの人々の未来を代償にしたミダスマネーの奪い合い『ディール』を強制される『アントレプレナー』としての道だった。

## 登場人物

### 主要人物
余賀 公麿（よが きみまろ）
声 - 内山昂輝
本作の主人公。平成経済大学（経済学部2年）の19歳。短髪、つり目、青いパーカーがトレードマークの青年。「自分の事は自分で」をモットーに慎ましく暮らしており、バイトを2つ掛け持ちするほど金に困っていた所を真坂木に金融街に招待され、アントレプレナーとなる。
幼少時に経済的な理由で両親を亡くした影響で安定志向が非常に強く公務員を目指しており、また周囲の人間が不幸になることを嫌う。金融街に来てから、父親もかつてアントレであり破産した挙句に自殺していたことが判明した。
当初はアントレとなることに消極的であったが、三國の思想に賛同しディールによる現実世界への被害を抑えるために椋鳥ギルドに入り戦う事を決意していく。しかしディールを続けるうち担保として失われていく未来を目の当たりにし、今の為に未来を犠牲にする三國ひいては金融街のやり方に対して疑問を持ち始める。
また他のアントレからアセットに食事を与える様子を馬鹿にされたことなどから、アントレとアセットの関係について考えるようになる。その結果「アセットはアントレの未来ではないのか」という結論に至り、真朱のために戦うことを決意する。
日本への二度目の「C」の連鎖の際、ジェニファー・サトウが三國に敗れた後ジェルジュを譲り受ける。その後、三國を止めようとその元に赴き、その際、真坂木によりダークネスカードを与えられ三國と激突する。ディールの最中に竹田崎の策により金融街が市場閉鎖を起こしディールが続行不可能になるも、三國が負けを認めたことで勝利する。そして、輪転機を逆回転させて未来を買い戻した。三國の憂慮通り、買い戻した未来では日本円が崩壊しドル経済になるなどの悪影響も見られたが、そこに生きる人々はそれなりに幸せそうであり結果として公麿の決断が間違ってはいなかったことが証明された。
カードランクは「ノーマル」→「ダークネス」
真朱（ましゅ）
声 - 戸松遥
本作のヒロイン。公麿のアセット。赤い服装の少女型で、頭から弧を描いた角を生やした「新人」のアセット。ディールについて何も知らない公麿を初戦で勝利に導く強い実力を持っており、特にフレーションの火力は金融街のアントレたちから優良株として高く評価されている。短気な性格で、当初は優柔不断な公麿をせっつくことが多かったがディールを繰り返すうちに公麿を理解していった。公麿の父のアセット・ムアとは瓜二つでありジェニファー・サトウはこれを、失われた夢を同じく求める「親子の繋がり」と推測した。
名前の由来は、公麿のミダスカードのティッカーシンボル「MSYU」から。好奇心旺盛で人間の文化をすぐに真似したがる。そのため、通常アセットは食事を摂らないが、公麿にカップ麺を食べさせてもらい、好物となった。他にもテレビで見たキスなどに興味を持っている。
公麿に対しアントレとアセットの関係を越えた愛情を抱き、最後は公麿と念願のキスを果たしあるべき未来へと帰っていった。
固有フレーションは炎を放ちその余波で周辺を焼き尽くす『スコーチド・アース』。メゾフレーションとしては、極めて強い攻撃力を有している。
マクロフレーションは、天空から巨大な火柱を下ろし瞬時に膨張させる事で広範囲を炎で覆い尽くす『オーバーヒーテッド・エコノミー』（「持続不能なレベルで成長する好景気」の意）。
ジェルジュ
ジェニファー・サトウから譲り受けたアセット。詳細は後述。

三國 壮一郎（みくに そういちろう）
声 - 細見大輔
椋鳥ギルド代表であるアントレプレナー。33歳。セミロングの髪と顎鬚を持つ男。複数の企業を経営している他、大量の国債を買い取り日本を支える財界の重要人物。
最も名声と実力を持つアントレとして金融街を必要悪と考え、現実世界と金融街の共存を図っている。
金融街では珍しく金に執着がない公麿に興味を持ち、アントレとしての成長を促す。
大会社の経営者である父親の匡文（声 - 内田直哉）から後継者に選ばれていたため、大学時代に目指していたロックミュージシャンの道を諦めさせられる。更に父親が会社の資金繰りを優先させたために、病床にあった妹の貴子（声 - 後藤沙緒里）が多額な費用を必要とする治療を受けられずに植物状態に陥ってしまい、父親に失望。人生の目標を失い仕事に打ち込んでいた中で真坂木に金融街に招待され、ディールで得た金で父親の会社を買収している。
貴子の境遇と最後の言葉から現在を守るために未来を軽視する側面があり、東南アジア金融街の崩壊による日本への影響を最小限に抑えるため、自らの特権を生かし自分の未来を引き換えに多額のミダスマネーを発行する。一度は凌ぎきるも再び訪れた「C」の連鎖を前に再度輪転機を回そうとし、それを止めようとしたジェニファー・サトウと対峙する。その後、輪転機の操作権を巡ってダークネスカードを与えられた公麿と戦うも、竹田崎の策によりディールは中断。日本円の崩壊によって結果的に日本の未来が「C」の連鎖から守られた事を知り、自ら負けを認める。
貴子が消滅した事で戦う意義を失い、新しい未来へと進もうとする公麿とは逆に「永遠の今日に留まる」として消えて行った。
カードランクは「ダークネス」
Q（キュー）
声 - 後藤沙緒里
壮一郎のアセット。青い髪の少女型で頭からY字の角を生やしており、その姿は貴子を模している。茫洋としているが悟りきった口調で喋る。ミダスマネーを食べる。強大な力を抑えるため、オーロールの能力で常に寝ぼけた状態になっている。カカズズのフレーションでオーロールが召喚され離れるなどすると自動的にディールに現れ、本来の凶相と危険な性格を顕にする。また、アセットでありながら勝手にチャージを行うなど謎が多い。
公麿と真朱に敗北した後「あなたと一緒にいたい」と三國に打ち明けるも他のアセットと共に本来あるべき未来へ帰るよう拒絶され消滅した。
内包する「未来」の正体は壮一郎の妹・貴子（が植物状態に陥っていなければ歩んでいたはずの未来における姿）であることが示唆されており、別れの際には壮一郎に「貴子」と呼ばれている。
固有フレーションは空間を抉り取って攻撃する『カニバリゼーション』。発動の際は大口を開けその場で空間を噛み砕くような仕草を見せる。
マクロフレーションは相手の動きを完全に封じる『エコノミック・ブロッケード』。
オーロール
壮一郎のアセット。瞑目した女性型で頭から9字状の平たい角を生やす。通称「眠り姫」。Qを抑えるため、常に手を繋いで力を吸収し続けている。
固有フレーションは『スリーピング・ビューティ』で、組み付いた相手アセットの力を吸って無力化する。発動中は顔が豹変する。
カカズズ
声 - 白川周作
壮一郎のアセット。犬の被り物を被った老紳士型。長い白髪で、黒いコートを着込む。主にディールを行う実戦担当。アセットの中でも特に強い実力を持つ。過去に強豪アントレから奪い取ったアセットであり、相当の資産が無いと運用できないようだ。
固有フレーションは『ホワイト・ナイト』、アントレが持つほかのアセットを召喚する。
後にジェルジュの能力によってサトウの支配下となり、輪転機に向かおうとした壮一郎の足止めに起用された。しかし本領を発揮したQの相手ではなく、時間稼ぎすらできずに倒される。

ジェニファー・サトウ
声 - 浅野まゆみ
IMF（国際通貨基金）所属の日系人。31歳。常に棒付きキャンディをくわえているパンツスーツ姿の女性。登場する度何かを食べており、大食の気がある。
アントレになる前からの本来の仕事は金融街の調査で、ディールは小さな勝ち負けで収め、目立たないようにしている。ディールの被害を目にしながらも、上層部からの命令が無いため動けずにいる。
三國と同じように、「金より大事なことがあることを知っている目をしている」公麿に興味を持ち、自分の選択を肯定してくれる人物とみなし接触。三國も同じ考えで公麿に接触し、椋鳥ギルドの後継者にするつもりだと推察している。
日本への二度目の「C」の連鎖の際、三國とのディールでカカズズを奪い一時は優位に立つも、突如現れたQのフレーションを受け敗北し破産。自身の「未来」であるジェルジュを公麿に託す。
その後、荒んだ街中を呆然と歩いていたが、公麿の勝利を直感で感じ取り笑い声をあげた。日本の再編の際は安らかな面持ちであった。
カードランクは「ゴールド」
ジェルジュ
ジェニファーのアセット。巨躯の狼型で額に円錐形の、背から翼に似た3対の角を生やす。強い実力と隠蔽性の高い能力は、アントレ初心者のジェニファーが生き残る大きな要因となっている。
固有フレーションは『EBO』。周囲を濃霧で覆った上でアセットがアントレの姿に変身し、囮となる。
マクロフレーションは、そのディール中に限り敵アセットを自分の配下に置く『マージャーズアンドアクイジションズ』。
後にジェニファーから公麿へと託され公麿の2体目のアセットとなる。

### 金融街
真坂木（まさかき）
声 - 櫻井孝宏
ミダス銀行行員。ロバ耳の男の胸像があしらわれたステッキを携える奇術師風の男。神出鬼没で軽薄に振る舞う。アントレの勧誘や対応・管理も行っている。度々不可解で気まぐれとしか言いようの無い行動を取るが、彼曰く「上の者の指示」。他の国の金融街では同じ姿で色違いの銀行員が存在している。再編された日本においても公麿の前に現れ、「未来」という担保がある限り金融街が不滅であることを告げた。
井種田 克己（いたねだ かつみ）
声 - 三ツ矢雄二
金融街行きハイヤーの運転手である不気味な老人。常に不吉でネガティブなことを話す。

### 平成経済大学
生田 羽奈日（いくた はなび）
声 - 牧野由依
公麿の高校からの同級生。面倒見が良い。公麿に好意を寄せられているが、本人は彼を弟のような存在としか思っておらず、羽振りのよい恋人と交際している。
教職志望で、母校である小学校に教育実習に行くが、東南アジア金融街の崩壊で起こる現実への影響でその意欲を失いつつある。のちに精神に変調をきたし、自宅に引きこもる。
再編された日本では、彼女に似た女性が保母になっている姿があった（ただし羽奈日であるとは明言されていない）。
江原 大介（えばら だいすけ）
声 - 飛田展男
経済学の講師でアントレプレナー。34歳。公麿と羽奈日は教え子。
ディールで育児費用を稼いでおり、アントレであった時には2児の父親で妻（声 - 庄司宇芽香）は3人目を妊娠中だった。
公麿との戦いでは破産寸前まで追い詰めるも三國が真朱の株を購入したことによって敗北、破産してしまい「子供がいる現実」を失う。
ディールの敗北はあくまで自己責任と割り切っており、破産後も度々アントレとして公麿の相談に乗ってはいたが、本人は破産の影響で仕事や家庭への意欲を失い、妻も家を出てしまった。最後には公麿の前で自殺未遂をし、公麿が彼の未来を買い戻そうとするも叶わず、交通事故で死亡した。ただし、大学職員曰く加害者は「赤信号にも関わらず江原が車道に居た」と主張しており自殺の可能性も否定されていない。またこの際、職員は平均所得が高いとされる大学講師の江原を擁護したのに対して所得が低い傾向にあるトラックドライバーの発言を全く信用しておらず、作品を通して影響する金や地位の力を暗示している。
ディールの通算成績は61勝16敗。
カードランクは「ゴールド」
キール
江原のアセット。緑髪の少年型で、下半身が獣毛で覆われた半裸姿。
固有フレーションは『ポイズンピル』、不可視の毒ガスに変じて敵アントレを無力化、継続的にマネーを奪う。

### 椋鳥ギルド
進藤 基（しんどう もとい）
声 - 金尾哲夫
椋鳥ギルドの幹部。寡黙で筋肉質なモヒカンの男。かつては匡文に仕えており、現実・金融街を問わず極東経済界を支える三國を忠実に補佐する。
公麿については「金に鈍感で大学で経済を学んでいるとは思えない」と苦言を呈し、金に頓着しない点に入れ込んだ壮一郎とは正反対の評価を下している。
カードランクは「プラチナ」
ベル
声 - 儀武ゆう子
進藤のアセット。水色の服を着た少女型で、菱形の模様が入った瞳をしている。
固有フレーションは『デッドマンズ・トリガー』で、胸部から生やした巨大な銃身で射撃する。トリガーはアントレが引く。アントレがダメージを負うほど威力が強くなる。

堀井 一郎（ほりい いちろう）
声 - 高橋直純
椋鳥ギルドの幹部。奇矯で軽薄な男。ディールをゲーム感覚で楽しむが、実力は三國に次ぐアントレ。日本への二度目の「C」の連鎖の際に公麿と戦い破産する。
カードランクは「プラチナ」
ガッサ
堀井のアセット。5つのジェットエンジンが五角形状に連なったような形の機械型で、アントレと合体する機能を有している。
固有フレーションは『インサイダー』で、相手の動きを完全に予測する。燃費が悪く（マネーを多く消費する）、頻繁にマネーチャージを要する。
アセットをアントレの未来と考え、それ以上に真朱を大切にする公麿とは逆に堀井からは罵倒され蹴り飛ばされるなどあまりいい目を見ていない。最後は絶対予知を「未来が無い」公麿と真朱に覆され、マクロフレーションに敗北した。

石動 桐人（いするぎ きりひと）
声 - 中谷一博
椋鳥ギルドの幹事。会費回収や活動収支などの監査担当。表の顔は日本経済調査室の首席エコノミスト。
後にサトウと通じて椋鳥ギルドを裏切り、「C」の連鎖対策用の資金を横領しようとしたが進藤に制止される（裏切りは三國や進藤には気づかれていた）。
石動のアセットは、本編では3話にて僅かに角と毛が映るのみだったが、BD/DVD4巻の資料で、毛むくじゃらの体に仮面のような顔を持つ姿であることが明かされた。固有フレーション名は『シャークリペラント』（「買収防衛策」の意）。

### アントレプレナー
牧田 直也（まきた なおや）
声 - 安元洋貴
第1話に登場。一流企業のサラリーマン。何らかの理由で大金が必要らしく、初回から無謀にも三國を指名したが敗れて破産。直後に自殺した。
カードランクは「ノーマル」
ハチオンナ
牧田のアセット。下半身が蜂の女性型。固有フレーションは尻の針で突き刺す『キラー・ビー』。
原意は「敵対的企業買収を阻止する援護勢力」。

竹田崎 重臣（たけださき しげおみ）
声 - 菊池正美
第2話から登場。情報屋でカメラを携帯した総金歯の男。情報料は最低額で100万円。情報屋としての「信用」を得るために、他人の信用すなわち「金」を貯めるのが持論。饒舌だが、報酬が無い限り情報は話さない。
ディールはしない主義で、資産の半分を収めて「パス」したり、八百長などを仕掛けて逃れている。
また三國ら椋鳥ギルドとも親交があり、現実世界に影響がある大物アントレ同士のディールは交渉で阻止している。
後に三國との関係を断ち、サトウと通じるようになり、三國の暴走を止めようとするサトウの計画の元、円価値を下げるハイパーインフレ工作を行った。石動が横領しようとした大量のミダスマネーを更に横取りして現実世界でばらまき、更にネット上に大量の噂話を流し円の信用を下げ、最終的に円価値を0にまで落としたことによって日本経済を「C」の連鎖から救い、結果的に円に寄生していた極東金融街を市場閉鎖に追い込んだ。
現実世界では移動販売のクレープ屋を営む山師。円市場を完全崩壊させた挙句まんまと外国へ逃げ果せたと思ったのも束の間、「金融街に寄り過ぎていた」ため彼もまた未来の買戻しによる日本の再編に巻き込まれ消えていった。
カードランクは「プラチナ」
あーちゃん
竹田崎のアセット。12本の手足を持つ巨大な猿のような姿をしている。竹田崎がディールをしないため、能力は不明。
酒巻 勉（さかまき つとむ）
声 - 乃村健次
第2話に登場した公麿の最初の対戦相手。ワイルドなファッションの肥満体の男。外見に反して性格は至って冷静で、物静かな男である。
ベテランで慎重派だが初心者の公麿を侮り、真朱の強力なフレーションに敗れる。7話にも登場し、公麿と食事をしている。
カードランクは「ゴールド」
ギーグ
酒巻のアセット。異形の巨人型で、体の各所が鉄球になっている。
固有フレーション『バルクセール』、体の鉄球を分離・操作して敵にぶつける。大きさは消費マネーに比例する。

永山 智介（ながやま ともすけ）
声 - 竹本英史
第3話に登場した茶髪の男。サトウとのディールに破れる。
カードランクは「ゴールド」
グルー
永山のアセット。少女型で鹿に似た角を生やし、金色のドレスを着る。
固有フレーションは体を氷で覆い武装するほか、氷柱の投擲や触れた物の凍結なども可能な『フリーズ・アウト』。
原意は『支配株主が少数株主にその保有する株式の売り渡しを請求できる権利を認める制度』のこと。
初期設定では毒を扱うイメージで、色も赤紫だった。

菊池 義行（きくち よしゆき）
声 - 西村知道
第4話と第5話に登場。和服の老人で大手製薬会社「芭蕉製薬」社長。極東金融街で壮一郎と公麿以外に唯一ダークネスカードを持つ大物アントレプレナー。
壮一郎戦からの連敗の影響で社の業績が悪化、連鎖倒産を恐れた三國によって彼の外資系企業に買収される。
終盤「極東金融街でダークネスカードを持つのは三國のみ」という竹田崎の台詞から、「C」の連鎖に備えて資金を掻き集めていた椋鳥ギルドによって破産させられたと思われる。
カードランクは「ダークネス」
ウルスト
菊池のアセット。多面体の鏡型。強力な能力を持つ反面、維持コストが高いのが欠点。
固有フレーションは『パックマン・ディフェンス』、アントレを鏡で分身させ無数のダイレクトを放つほか、敵の攻撃を反射する。
聖沢戦でもこの能力を活用して勝利を狙ったが、一向に変わり映えしない戦法を「馬鹿の一つ覚え」と評され、対策を練ってきた聖沢に敗れる。

下平良治 （しもだいら りょうじ）
声 - 宮健一
堀井に敗北したアントレ。後に椋鳥ギルドの会員になる。生業はパン屋。
カードランクは「ゴールド」
キュリー
下平のアセット。長い緑色の髪をした少女の姿。鹿の角をして、緑色のスカートを履いている。
固有フレーションは枝や蔦などを発生させて攻撃する『トラジディ・オブ・コモンズ』。

滝田 繁男（たきた しげお）
声 - 藤真秀
第5話に登場。長髪のアントレ。進藤に敗北する。
カードランクは「ゴールド」
ブライア
滝田のアセット。馬の頭に足や大量の腕が生えている。
固有フレーションは、敵アントレに腕を生やして激痛と共にマネーを奪う『トロージャン・ホース』。

高沢 祐一（たかざわ ゆういち）
声 - 伊勢文秀
第5話に登場。ノースリーブのパーカーを着た筋肉質の男。「攻撃が雑」と評されている。
公麿に負けかけるが、対戦相手へのダメージを最低限で済ませたかった公麿が手心を加えたことと、真朱との連携不足によって隙が生まれたことを突き僅差で勝利。
カードランクは「ノーマル」
バルバロッサ
巨大なブロックで構成されたアセット。
固有フレーションはアセットをブロック状に分解し再構成する『グレート・ウォール』、防壁を構築して敵アセットを封じ込めたり、複数体のブロックの怪物に変化したりすることも出来る。

聖沢 靖（せいざわ やすし）
声 - 三ツ矢雄二
第5話に登場。資産家。肥満体でサングラスをしている。菊池とのディールで勝利。
カードランクは「プラチナ」
ボルテ
聖沢のアセット。全身に包帯を巻いた女性の姿。
固有フレーションは『ゲートキーパー』。空中に鍵穴を作りそれを開けることで、敵アントレの胴体に鍵穴状の傷が開き、マネーを奪い取る。

四方田 英美（よもだ ひでみ）
声 - 渡辺美佐
第5話に登場。中年女性。椋鳥ギルドの要注意人物リストに載っている。
椋鳥ギルドへ正式登録された後では初めてとなる公麿の対戦相手。
カードランクは「ゴールド」
バーカー
四方田のアセット。オレンジの服に牛のような角をはやした少女の姿。半身から蜘蛛のような腕を生やすことも出来る。ただし、威嚇以上の効果はない。
固有フレーションは糸を吐いて攻撃する『サルベージ』。

宣野座 功（せんのざ こう）
声 - 柿原徹也
第6話に登場。NPO法人「コンコード・ゲイン」代表。29歳。貧しい国の人々への寄付活動で知られ、メディアでも人気の美青年。
温厚な人柄とは裏腹にディールの実力は高く、金融街でも有数。今までのディールでは三國以外に敗北したことがない。この敗北によって貧しい国の子供達が宣野座に贈った将来の夢の絵が一部部屋から消えた。宣野座はこの現象を子供達の未来が消滅した結果と語る。
ミダスマネーが流入することの脅威、「椋鳥ギルド」への不信感、及び自身が担保としている「子供たちの未来」を失うことの恐れからディールを忌避しており、対戦相手には損失の補填を約束した上でディールの辞退、すなわち「パス」を要請している（「パス」の代償は総資産の半分であり、貧しい側から申し出た方が損失は安く済む）。
公麿とのディールでは終始優勢だったが、公麿と真朱の捨て身のメゾフレーションを2回食らった所で「これ以上の対戦は危険」と判断し、敗北を認めた。
「お互い全力で戦った妥協点」と嘯いているものの、ディールの影響でNPOは縮小することとなり、多くの子供達の夢がまた書き換えられたことが暗示されている。その後公麿に今度のディールは全て「パス」することを伝えた。
ディールの通算成績は56勝2敗（三國と公麿に敗北）
カードランクは「プラチナ」
カリュマ
宣野座のアセット。複雑な装飾を施された巨鳥の骸骨の姿。肋骨からは内蔵が見えている。
金融街で5本の指に入る程強力なアセットであり、固有フレーションは遠隔操作可能な発雷針を飛ばして強力な雷撃を放つ『エンジェル』。

後藤ヒロミツ（ごとう ヒロミツ）
声 - 白川周作
第6話登場。ラーメン店を経営。公麿に敗北する。
カードランクは「ノーマル」
テディ
後藤のアセット。爬虫類の手足を生やした熊のぬいぐるみのような姿。
固有フレーションは敵アントレに組み付いてマネーを奪う『ベアハッグ』。フレーション名の『ベアハッグ』は、高圧的な買収提案の意味。
公麿の父
突然蒸発し、今の公麿を構成する原因を作った。かつてはアントレであり「とにかく金を稼ごうとしていた」と言われている。ムアと呼ばれる真朱とは瓜二つのアセットを所持していた。
かなりの実力者であったらしいが、自分が破産した際何とかして家族に影響が及ばないよう足掻いた挙句に敗北、破産し金融街を追放される。その後は公園で首を吊り自殺した。

### その他の人物
島田（しまだ）
声 - 島田敏
公麿のバイト先のコンビニOH！MARTに勤める中年。公麿からは長らく妻子持ちだと誤解されていたが、実は結婚はしておらず子供もいない。
温和な性格であったが「C」の影響により変貌していく世界に引きずられる形で無気力になっていき、最後は決済の影響で公麿の目の前から消滅した。
角田（かくた）
声 - 木村良平
公麿のバイト先のコンビニセブン・トゥエンティ・フォーに勤める青年。

## 用語
金融街（きんゆうがい）
謎の異世界。現実世界で金が集中する場所に現れる。この中でのみアセットは出現することができる。至る所に額縁のようなものが飛び交っていたり、空が極彩色であったりするが、居酒屋のような施設も存在する。
ディールが行われる場所。現実世界とは井種田のハイヤーで行き来する。ハイヤーの乗車賃は一律666円。
この世界は現実世界と完全に時間が分断されており、移動時間以外で現実時間が流れることは無い。
物語の舞台となる日本の兜町にある極東金融街の他に、世界には9の金融街が存在するという。
平成経済大学（へいせいけいざいだいがく）
公麿が通っている大学。
大学のレベルとしては可もなく不可もなくと言ったところ。
ミダス銀行（ミダスぎんこう）
金融街の銀行。ミダスマネーを発行する大元。
引き込んだ人間をアントレとし、アセットを使ってディールをさせている。
ミダスマネー
黒い紙幣。金融街での流通紙幣でもある。アントレ同士の受け渡しはミダスカードを通じて行う。現実世界に混入しつつあるが、アントレにしか見分けられない。後に二度目の「C」の連鎖が日本を襲った際に円の価値が極端に低下した影響で、一般人でも見分けがつくようになった。
日本政府が正式に発行している紙幣（実際の日本で使われている紙幣は日本銀行が発行している銀行券）とは別に作られて市場に流れているため、日本経済のバランスを崩しつつある。
ディール中アントレが負傷すると、流血するように溢れ出す。燃やすと紫色の炎を出す。
アントレの間では「チョコレート」の隠語で呼ばれている。
ミダスカード
アントレが個々に持つカード。所有者の実績に応じてノーマル、ゴールド、プラチナ、ダークネスといった4ランクがある。
フレーションの発動やディールの開始、井種田のハイヤーの召喚などを行う端末のようなもの。
フレーションを発動すると中央の円が回転し、ステンドガラス風のイラストが表示される。
通常のキャッシュカードとしても使うことができ、どの銀行のATMでも使用が可能。使用した際は通常と違い黒い画面が表示され音声も英語になる。
アントレプレナー
通称「アントレ」。金融街における“資産家”。
「未来」を担保に金融街を出入りし、金やアセット、ディールの参加権などを得る。
敗北、破産、「C」など金融街の影響で起こる現実世界の改変が多かれ少なかれ頻繁に発生しているが、アントレのみが改変前の記憶を保ち続けることができる。
ただし、未来の買い戻しによる改変はアントレすら巻き込んで行われ、改変前の記憶を持っていたのは再編を行った公麿のみであった。
金の瞳
全てのアントレプレナーに備わる基本的能力の一つ。目的のアントレを探す、離れた場所で行われているディールを見る等の役割を果たす。
ダイレクト（direct）
アントレ自身が武装する能力。掌から伸びるミダスマネーでできた光の剣。
相手にダメージを与えたとき、かけたコストの倍額を相手から奪える。
コストをかけるほど剣が長くなり威力が上がるが、扱いづらくなる。
アセット（asset）
アントレの資産。ディールにおけるアントレのパートナー。アントレの未来を形にしたものだと言われている。
現実世界ではミダスカードを介してアントレと交流できる。容姿は様々であるが共通の特徴として頭部に角を持つ。
たとえ外見が人間に近くとも人間と同じように食事を摂ったりする必要は無い。できないわけではなく、アセット達には本来そのような文化は存在していないらしく普通に食事することもできる。
ガード（guard）
アセットが自発的に発動できる光の盾。
大抵の攻撃を防ぐことができるが、強力なフレーションや側面からの攻撃は防ぎきることができない。
フレーション（flation）
アセットにミダスマネーを投資することで発動できる影響、魔法とも揶揄される。アントレの投資金額に比例して効果が強くなる。なお、投資残高の有無はアセットの角の発光によって判断できる。
- ミクロフレーション…小技。コストは10万以上。炎や氷など属性は違えど物理攻撃であることが多い。投資した金額を細かく使い分けることもできる（例、100万投資して10万の魔法を5発、50万の魔法を1発など）。
- メゾフレーション…中技。コストは100万以上。効果はアセットにより様々であるが、主に決め手として使われる。メゾフレーション名はM&A用語から用いられている。
- マクロフレーション…大技。コストは1000万以上。これを発動する者は少ない。コストが高いのもあるが、一番の理由は「効果が現れるのに時間がかかる」から。またアセットにもかなりの負担を強いるらしく、全力で放った真朱や連続使用したジェルジュなどは極度に消耗してしまった。

株（かぶ）
アセットの所有権。1体に10株が備わり、他のアントレに売って換金できる。ディール中に外部から資金を調達できる唯一の手段。
株の購入者には、株を売却したアセットがディールに勝利する度に、1株につきディール利益の5％が配当金としてアセットの持ち主から支払われる。
2体目以降のアセットを手に入れるには、欲しいアセットの株を10株全て手に入れる必要がある。
本来の所有アントレが破産した時にそのアセットの株を複数のアントレが持っていた場合は、アセットは一度「整理ポスト」に送られる。
ディール（deal）
アントレ同士の交戦。アントレは最低でも1週間に1回行わなければならない。
1回の制限時間は666秒。
投資（攻撃）を当てると利益、受けると損失になり、最終的に総資本増加率の比較によって勝敗が判定される。
勝てばディール中相手が攻撃に投資したミダスマネーを賞金として入手することが出来るが、負けると当人が影響する現実（アントレになった時点での「未来」）が悪化する。
戦績が僅差であるほど現実世界への被害は小さく、問題無い範囲で最大限利益を得ることが最良とされる。ただし、最小限の負けと言えども個人の人生の上では無視の出来ない影響を被る。最小規模の敗北の結果、公麿は大学の単位を一つ落とし、加えて家族が入院するというペナルティを負った。そのため、社会的影響力の高い地位に居る者がディールで大きなダメージを受けた場合、社会全体に影響を与える結果に繋がりかねない。
所有財産の半分を支払えば、ディールを避けることが出来る。
債務超過（さいむちょうか）
ディール中、総資産がゼロのときにダメージを受けた状態。
一定時間が経過する、もしくはディールの制限時間を迎えた場合、そのアントレは破産する。
破産（はさん）
処理不能なほどの損失をした敗北。破産したアントレは金融街から放逐され、担保にしていた「未来」を奪われる。また、破産したアントレの持ち株は所有アセットの株を含め全てディール相手に譲渡される。
破産の際はミダスカードが砕け強制的に金融街を追放される。当然、他のアントレが金を積んで未来を買い戻すといったことはできない。
椋鳥ギルド（むくどりギルド）
壮一郎が主催するアントレ互助組織。目的はディールの現実世界への影響を最小限にすること。ギルドメンバーは所持資産に応じた会費を支払う義務が生じる。そのため、所属する前より得られる金額は減るが、同時に破産しにくくなるなど、組織から援助が受けられる。金融街を掌握すべく活動しており、現在は3分の1近いアントレが所属している。
C（シー）
金融街の資金が無くなり、さらに金融街の影響範囲内にある人間全ての未来をミダスマネーに変換し尽くした時に発生する現象。いわゆる「市場閉鎖」であり、金融街と共に影響範囲内にある人間や土地が「存在しなかった」ことになり消滅する。また、「C」により国が消滅するとその影響を受け他国の経済状況の改変が起こる。これは、作中では『「C」の連鎖』と呼ばれている。Calamity、Catastrophe、Chaos、Clash、Crisis、Collapse等の頭文字からアントレには「C」と呼ばれる。本編ではカリブとシンガポールの金融街が「C」により消滅している。
輪転機（りんてんき）
ミダスマネーを発行するもの。人々の未来をミダスマネーに換金する力を持つ。使用者の未来20年分と引き換えに望むがままのミダスマネーを手にすることが出来るが、ダークネスカードを持つアントレプレナーしか自由に使用することは出来ない。三國が日本を襲うCの影響を最小限に抑えるための資金集めで使用した。ミダスマネー発行の際には人々の未来が消費されるため、使用後は現実世界から未来が奪われる「決済」が行われ、現実世界が大幅に改変される。また、アントレの未来であるアセット達にも多大な苦痛が襲う。
起動時には金融街の中央にある金額表示板が横に倒れた後、天空から巨大な柱が降りてきてそこに繋がる。中央部には心臓が脈打っており、マネー発行後は真坂木の帽子に吸い込まれる形で使用依頼者の口座に振り込まれる。
またダークネスカードの所有者のみ、逆回転させることで（担保として失った）未来を買い戻すことが出来るが、このときはミダスマネー（現在そのもの）をすべて返済する必要がある。

## スタッフ
- 監督 - 中村健治[3]
- シリーズ構成 - 高木登[3]
- キャラクターデザイン - mebae[3]
- 総作画監督・特技監督 - 橋本敬史
- CGI監督 - サトウユーゾー[2]
- 美術監督 - 西俊樹[2]
- 美術設定 - 谷内優穂[2]
- 撮影監督 - 髙橋賢司[2]
- 編集 - 西山茂[2]
- 音楽 - 岩崎琢[2]
- 音響監督 - 長崎行男[3]
- 音響製作 - マイルストーン音楽出版
- チーフプロデューサー - 山本幸治
- プロデューサー - 依田健、小中大典、木村誠
- アニメーションプロデューサー - 溝渕康人
- 制作プロデューサー - 金苗将宏、星野達也
- アニメーション制作 - 竜の子プロダクション[3]
- 制作 - 「C」製作委員会[3]（フジテレビジョン、東宝、竜の子プロダクション、ソニー・ミュージックエンタテインメント、電通）

## 主題歌
歌詞字幕 - OP：なし、ED：あり
オープニングテーマ「マトリョーシカ」
作詞 - 光村龍哉 / 作曲 - 坂倉心悟 / 編曲・歌 - NICO Touches the Walls
エンディングテーマ「RPG」
作詞 - 内村友美、江口亮 / 作曲 - School Food Punishment、江口亮 / 編曲 - 江口亮 / 歌 - School Food Punishment

## 各話リスト
| 話数   | サブタイトル         | 脚本            | 絵コンテ                                       | 演出                                         | 作画監督                                           |
| ------ | -------------------- | --------------- | ---------------------------------------------- | -------------------------------------------- | -------------------------------------------------- |
| 第1話  | complication（複雑） | 高木登          | 中村健治、地岡公俊                             | 柳屋圭宏                                     | 武藤和浩                                           |
| 第2話  | coincidence（暗合）  | 高木登          | 松尾慎                                         | 土屋康郎                                     | 羽野広範、斉藤和也 伊藤真奈美                      |
| 第3話  | conspiracy（陰謀）   | 高木登          | 地岡公俊、松尾慎                               | 政木伸一                                     | 菱沼祐樹                                           |
| 第4話  | conversion（転換）   | 高木登          | 寺東克己                                       | 大野和寿                                     | 渡辺奈月、中谷友紀子                               |
| 第5話  | cultivation（修練）  | 杉原研二        | 仁賈緑朗                                       | 柳瀬雄之                                     | Kim,yong-sik、Lee,min-bae                          |
| 第6話  | conflict（葛藤）     | 大西信介        | 小林寛                                         | 小林寛                                       | 工原しげき、中野りょうこ 伊藤良太                  |
| 第7話  | composition（組成）  | 高木登          | 数井浩子                                       | 土屋康郎                                     | 江古田とまり、都竹隆治 田中直樹、安藤義信 城前龍治 |
| 第8話  | confidence（信用）   | 杉原研二        | 木村延景、鈴木清崇 羽多野浩平                  | 木村延景                                     | 菱沼祐樹、武藤和浩                                 |
| 第9話  | collapse（破綻）     | 大西信介        | 大塚雅彦                                       | 鈴木清崇                                     | 中谷友紀子、田中直樹 渡辺奈月                      |
| 第10話 | collision（衝突）    | 石川学 杉原研二 | 仁賈緑朗、松尾慎                               | 政木伸一、末田宜史 松尾慎                    | Kim.Yong-Sik、Lee.Min-Bae                          |
| 第11話 | control（未来）      | 高木登          | 松尾慎、地岡公俊 柳屋圭宏、羽多野浩平 中村健治 | 柳屋圭宏、木村延景 大野和寿、松尾慎 中村健治 | 橋本敬史、石原恵治 渡辺奈月                        |

## 放送局
| 放送地域   | 放送局           | 放送期間                | 放送日時                            | 放送系列       | 備考                                     |
| ---------- | ---------------- | ----------------------- | ----------------------------------- | -------------- | ---------------------------------------- |
| 関東広域圏 | フジテレビ       | 2011年4月14日 - 6月23日 | 木曜 24:45 - 25:15                  | フジテレビ系列 | 製作委員会参加 ノイタミナ 第1部 字幕放送 |
| 近畿広域圏 | 関西テレビ       | 2011年4月19日 - 6月28日 | 火曜 25:58 - 26:28                  | フジテレビ系列 | アニメわ〜く! 第1部 字幕放送             |
| 中京広域圏 | 東海テレビ       | 2011年4月21日 - 6月30日 | 木曜 26:05 - 26:35                  | フジテレビ系列 | 字幕放送                                 |
| 山形県     | さくらんぼテレビ | 2011年4月30日 - 7月9日  | 土曜 25:05 - 25:35                  | フジテレビ系列 | 唯一の三大都市圏外の放送。               |
| 日本全域   | BSフジ           | 2011年5月21日 - 7月30日 | 土曜 25:30 - 26:00                  | BS放送         | ノイタミナ 第1部 字幕放送                |
| 日本全域   | フジテレビTWO    | 2012年3月3日 - 5月26日  | 土曜 24:30 - 25:00                  | CS放送         |                                          |
| 日本全域   | AT-X             | 2017年5月4日 -          | 木曜 22:30 - 23:00 リピート放送あり | CS放送         |                                          |

## BD / DVD
| 巻数 | 発売日         | 収録話         | 規格品番   | 規格品番   | 出典  |
| 巻数 | 発売日         | 収録話         | BD         | DVD        | 出典  |
| ---- | -------------- | -------------- | ---------- | ---------- | ----- |
| 1    | 2011年8月19日  | 第1話 - 第9話  | TBR-21231D | TDV-21235D | [ 4 ] |
| 2    | 2011年9月23日  | 第3話 - 第5話  | TBR-21232D | TDV-21232D | [ 4 ] |
| 3    | 2011年10月28日 | 第6話 - 第8話  | TBR-21233D | TDV-21233D | [ 4 ] |
| 4    | 2011年11月25日 | 第9話 - 第11話 | TBR-21234D | TDV-21234D | [ 4 ] |

## "C" Monologues
『"C" Monologues』（シー モノローグス）は、2011年5月12日より公式サイトで配信されたスペシャルコンテンツ。1週間限定で配信され、本編では聴けない主人公たちの独白が語られる。またDVD&Blu-rayの初回限定特典として収録された。
- 第1回 三國壮一郎
- 第2回 余賀公麿
- 第3回 Q
- 第4回 生田羽奈日
- 第5回 真朱
- 第6回 ジェニファー・サトウ
- 第7回 真坂木

## ソーシャルゲーム
『「C」金融街を征服せよ!』
Mobageで配信のソーシャルゲーム。2011年4月14日のテレビアニメ放映開始と同時にサービス開始、テレビアニメと連動し総資産ランキング上位者はエンディングクレジットに名前が載る。メーカーは面白法人カヤック。